# Hadogenes gracilis
Espèce
Hadogenes gracilis est une espèce de scorpions de la famille des Hormuridae.

## Distribution
Cette espèce est endémique d'Afrique du Sud. Elle se rencontre dans le Magaliesberg.

## Description
Le mâle syntype mesure 190 mm et la femelle syntype 128 mm.

## Publication originale
- Hewitt, 1909 : Description of a new species of Hadogenes and of the male Hagogenes gunningi Purc. Annals of the Transvaal Museum, vol. 2, no 1, p. 41–43 (texte intégral).